# Devon Graye
Devon Graye (Mountain View, 8 de março de 1987) é um ator estadunidense.

## Filmografia

### Cinema
| Ano  | Título                        | Papel          |
| ---- | ----------------------------- | -------------- |
| 2006 | A House Divided               | Daniel Sampson |
| 2007 | Her Best Move                 | Garoto         |
| 2007 | Scar                          | Paul           |
| 2008 | Wisegal                       | Narrador       |
| 2008 | Merry Christmas, Drake & Josh | Luke           |
| 2009 | Call of the Wild              | Ozz Heep       |
| 2009 | Lure                          | Tyler Page     |
| 2009 | Exodus Fall                   | Dana Minor     |
| 2010 | Legendary                     | Cal Chetley    |
| 2010 | Avalon High                   | Marco          |
| 2011 | Red Faction: Origins          | Leo            |
| 2011 | Husk                          | Scott          |
| 2012 | The Discoverers               | Jack           |
| 2012 | One Bad Thing                 | Garoto         |
| 2012 | Eden                          | Adam           |
| 2013 | Last Weekend                  | Luke Caswell   |
| 2013 | Khumba                        | Zebra          |
| 2014 | 13 Sins                       | Michael        |
| 2015 | I Am Michael                  | Cory           |

### Televisão
| Ano  | Título                         | Papel          |
| ---- | ------------------------------ | -------------- |
| 2006 | Dexter                         | Dexter (jovem) |
| 2007 | Close to Home                  | Spencer Gordon |
| 2008 | Bones                          | Robbie Timmons |
| 2008 | Novel Adventures               | Miles          |
| 2008 | CSI: Miami                     | Noah Campbell  |
| 2008 | Leverage                       | Michael Clark  |
| 2009 | Saving Grace                   | Luke Keeler    |
| 2009 | CSI: Crime Scene Investigation | Craig Mason    |
| 2010 | The Deep End                   | Josh Chapman   |
| 2011 | The Protector                  | Sam Campbell   |
| 2011 | Alphas                         | Matthew Hurley |
| 2012 | Body of Proof                  | Jack Gordon    |
| 2012 | American Horror Story: Asylum  | Jed            |
| 2014 | The Night Shift                | Pvt. Wilson    |
| 2015 | The Mentalist                  | Ethan Bittaker |
| 2015 | The Flash                      | Axel Walker    |